# Aeropuerto Internacional de Auckland
El Aeropuerto Internacional de Auckland es el aeropuerto internacional más grande e importante de Nueva Zelanda, sirviendo a más de 15 millones de pasajeros por año. Se encuentra en Mangere, un suburbio al oeste de Manukau City, y está a 21 km hacia el sur del centro de Auckland. Es la base de operaciones principal de la compañía neozelandesa Air New Zealand. 
El Aeropuerto Internacional de Auckland es una de las obras más importantes de infraestructura de Nueva Zelanda, proveyendo miles de puestos de trabajo para la región. Es además el segundo "puerto" de cargas del país por valor, contribuyendo con cerca de 14 000 millones de dólares a la economía.
En términos de total de pasajeros, es el cuarto más grande en Australasia, por detrás del Aeropuerto Internacional Kingsford Smith (Sídney), del Aeropuerto Internacional Tullamarine (Melbourne) y del Aeropuerto de Brisbane. 
El aeropuerto cobra una tasa para el mejoramiento del Aeropuerto.

## Historia
El terreno del aeropuerto fue utilizado como pista por el Auckland Aero Club. En 1928 el club arrendó parte del terreno de un granjero para acomodar los tres De Havilland Gypsy Moth. El presidente del club notó en su momento que el lugar tenía muchas ventajas de vital importancia para un aeródromo y pista de entrenamiento. Tenía buenos accesos, con buen drenaje y está libre de cables de alta tensión, edificios y niebla.
En 1960 se iniciaron las obras para transformar el lugar en el aeropuerto principal de Auckland, desplazando a Whenuapai, en el noroeste de la ciudad. La mayor parte de la pista está sobre tierra ganada al mar en el Puerto de Manukau. El primer vuelo lo realizó un DC-8 de Air New Zealand en noviembre de 1965, despegando hacia Sídney. El aeropuerto fue oficialmente inaugurado al siguiente año, con un gran espectáculo al aire libre durante la semana del Aniversario de Auckland, del 29 al 31 de enero de 1966.
Una nueva terminal internacional, nombrada en homenaje a Jean Batten, fue construida en 1977. La reforma significativa más reciente se realizó en 2005, separando a los pasajeros que llegaban y partían del aeropuerto.
Actualmente, en el aeropuerto se está llevando a cabo una serie de importantes proyectos de construcción, los cuales mostrarán importantes cambios, incluyendo una segunda pista apropiada (ya que la existente se utiliza como pista de rodaje principal, y su utilización se limita a emergencias o cuando se realizan trabajos de mantenimiento en la pista principal.

## Aerolíneas y destinos

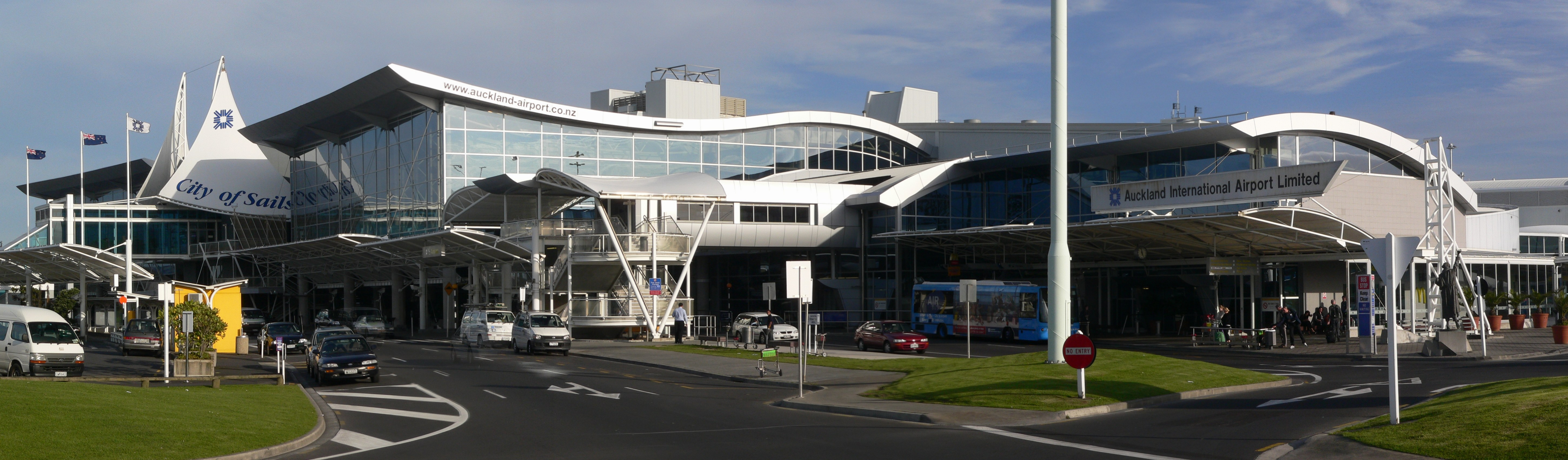
Terminal de pasajeros

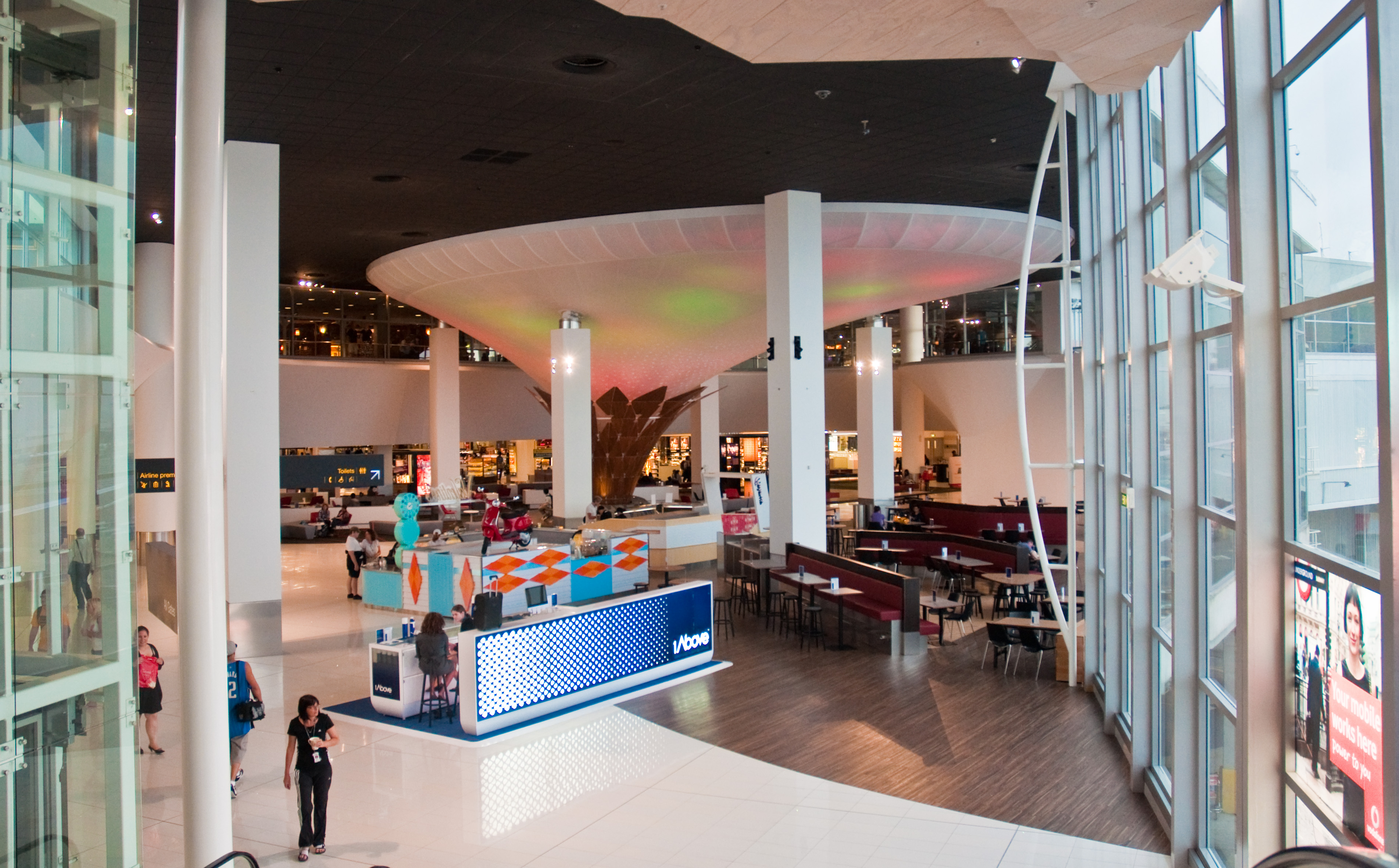
Embarque Internacional

### Destinos nacionales
| Aerolíneas      | Destinos |
| --------------- | --- |
| Air Chathams    | Chatham Islands, Kapiti Coast, Whākatane, Whanganui |
| Air New Zealand | Blenheim, Christchurch, Dunedin, Gisborne, Invercargill, Kerikeri, Napier, Nelson, New Plymouth, Palmerston North, Queenstown, Rotorua, Taupō, Tauranga, Wellington, Whangārei |
| Barrier Air     | Claris, Kaitaia, Whitianga |
| Jetstar         | Christchurch, Dunedin, Queenstown, Wellington |

### Destinos internacionales
| Ciudades por países | Nombre del aeropuerto                          | Aerolíneas                                                                                                 | Aeronaves                   | Frecuencias semanales |                   |
| América del Norte   | América del Norte                              | América del Norte                                                                                          | América del Norte           | América del Norte     | América del Norte |
| ------------------- | ---------------------------------------------- | --- | --------------------------- | --------------------- | ----------------- |
| Canadá              |                                                | |                             |                       |                   |
| Vancouver           | Aeropuerto Internacional de Vancouver          | Air New Zealand Air Canada (Estacional)                                                                    | B787-9                      |                       |                   |
| Estados Unidos      |                                                | |                             |                       |                   |
| Dallas-Fort Worth   | Aeropuerto Internacional de Dallas-Fort Worth  | American Airlines (Estacional)                                                                             | B787-9                      | 7                     |                   |
| Honolulu            | Aeropuerto Internacional de Honolulu           | Air New Zealand Hawaiian Airlines (Estacional)                                                             | B787-9 A330-243             |                       |                   |
| Houston             | Aeropuerto Intercontinental George Bush        | Air New Zealand                                                                                            | B7x7                        |                       |                   |
| Los Ángeles         | Aeropuerto Internacional de Los Ángeles        | Air New Zealand Air Tahiti Nui American Airlines (Estacional) Delta Air Lines United Airlines (Estacional) | B7x7 B787-9 A350-941 B787-9 |                       |                   |
| Nueva York          | Aeropuerto Internacional John F. Kennedy       | Air New Zealand Qantas                                                                                     | B787-9                      |                       |                   |
| San Francisco       | Aeropuerto Internacional de San Francisco      | Air New Zealand United Airlines                                                                            | B7x7                        |                       |                   |
| América del Sur     |                                                | |                             |                       |                   |
| Argentina           |                                                | |                             |                       |                   |
| Buenos Aires        | Aeropuerto Internacional Ministro Pistarini    | China Eastern Airlines (Inicia diciembre del 2025)                                                         |                             |                       |                   |
| Chile               |                                                | |                             |                       |                   |
| Santiago de Chile   | Aeropuerto Internacional Arturo Merino Benítez | LATAM Airlines                                                                                             | B787-9                      |                       |                   |
| Asia                |                                                | |                             |                       |                   |
| Catar               |                                                | |                             |                       |                   |
| Doha                | Aeropuerto Internacional Hamad                 | Qatar Airways                                                                                              | A350-1041                   |                       |                   |
| China               |                                                | |                             |                       |                   |
| Chengdú             | Aeropuerto Internacional de Chengdú-Shuangliu  | Sichuan Airlines                                                                                           | A350-941                    |                       |                   |
| Guangzhou           | Aeropuerto Internacional de Cantón-Baiyun      | China Southern Airlines                                                                                    | B787-9                      |                       |                   |
| Haikou              | Aeropuerto Internacional de Haikou-Meilan      | Hainan Airlines                                                                                            | A330-343*                   |                       |                   |
| Pekín               | Aeropuerto Internacional de Pekín-Daxing       | Air China                                                                                                  | B787-9                      |                       |                   |
| Shanghái            | Aeropuerto Internacional de Shanghái Pudong    | Air New Zealand China Eastern Airlines                                                                     | B787-9                      |                       |                   |
| Shenzhen            | Aeropuerto Internacional de Shenzhen-Bao'an    | Hainan Airlines                                                                                            | A330-343*                   |                       |                   |
| Corea del Sur       |                                                | |                             |                       |                   |
| Seúl                | Aeropuerto Internacional de Incheon            | Air New Zealand (Estacional) Korean Air                                                                    | B787-9                      |                       |                   |
| EAU                 |                                                | |                             |                       |                   |
| Dubái               | Aeropuerto Internacional de Dubái              | Emirates                                                                                                   | A380-800                    |                       |                   |
| Hong Kong           |                                                | |                             |                       |                   |
| Hong Kong           | Aeropuerto Internacional de Hong Kong          | Air New Zealand Cathay Pacific                                                                             | B787-9 A350-1041            |                       |                   |
| Indonesia           |                                                | |                             |                       |                   |
| Denpasar            | Aeropuerto Internacional Ngurah Rai            | Air New Zealand (Estacional)                                                                               | B787-9                      |                       |                   |
| Japón               |                                                | |                             |                       |                   |
| Tokio               | Aeropuerto Internacional de Narita             | Air New Zealand                                                                                            | B787-9                      |                       |                   |
| Malasia             |                                                | |                             |                       |                   |
| Kuala Lumpur        | Aeropuerto Internacional de Kuala Lumpur       | Malaysia Airlines                                                                                          |                             |                       |                   |
| República de China  |                                                | |                             |                       |                   |
| Taipéi              | Aeropuerto Internacional de Taiwán Taoyuan     | Air New Zealand China Airlines                                                                             | B787-9 A350-941             |                       |                   |
| Singapur            |                                                | |                             |                       |                   |
| Singapur            | Aeropuerto Internacional de Singapur           | Air New Zealand Singapore Airlines                                                                         |                             |                       |                   |
| Oceanía             |                                                | |                             |                       |                   |
| Australia           |                                                | |                             |                       |                   |
| Adelaida            | Aeropuerto Internacional de Adelaida           | Air New Zealand                                                                                            | A32x                        |                       |                   |
| Brisbane            | Aeropuerto Internacional de Brisbane           | Air New Zealand Jetstar Airways Qantas Virgin Australia China Airlines                                     | A321-251NXLR B737 A350-941  |                       |                   |
| Cairns              | Aeropuerto de Cairns                           | Air New Zealand (Estacional)                                                                               | A32x                        |                       |                   |
| Gold Coast          | Aeropuerto de Gold Coast                       | Air New Zealand Jetstar Airways Virgin Australia                                                           | A32x B737                   |                       |                   |
| Hobart              | Aeropuerto Internacional de Hobart             | Air New Zealand (Estacional)                                                                               | A32x                        |                       |                   |
| Melbourne           | Aeropuerto Internacional Tullamarine           | Air New Zealand Jetstar Airways Qantas Virgin Australia                                                    | A32x B737                   |                       |                   |
| Newcastle           | Aeropuerto de Newcastle                        | Virgin Australia (Estacional)                                                                              | B737                        |                       |                   |
| Perth               | Aeropuerto de Perth                            | Air New Zealand Batik Air Malaysia                                                                         | B737-8MAX                   |                       |                   |
| Sunshine Coast      | Aeropuerto Internacional de Sunshine Coast     | Air New Zealand (Estacional)                                                                               | A32x                        |                       |                   |
| Sídney              | Aeropuerto Internacional Kingsford Smith       | Air New Zealand Jetstar Airways Qantas Virgin Australia                                                    | A32x B787-9 B737            |                       |                   |
| Fiyi                |                                                | |                             |                       |                   |
| Nadi                | Aeropuerto Internacional de Nadi               | Air New Zealand Fiji Airways                                                                               |                             |                       |                   |
| Islas Cook          |                                                | |                             |                       |                   |
| Rarotonga           | Aeropuerto Internacional Rarotonga             | Air New Zealand Jetstar Airways                                                                            | A32x                        |                       |                   |
| Nueva Caledonia     |                                                | |                             |                       |                   |
| Numea               | Aeropuerto Internacional La Tontouta           | Air New Zealand Aircalin                                                                                   | A32x A3xx                   |                       |                   |
| Niue                |                                                | |                             |                       |                   |
| Alofi               | Aeropuerto Internacional de Niue               | Air New Zealand                                                                                            |                             |                       |                   |
| Polinesia Francesa  |                                                | |                             |                       |                   |
| Papeete             | Aeropuerto Internacional de Faa'a              | Air New Zealand Air Tahiti Nui                                                                             | B787-9                      |                       |                   |
| Samoa               |                                                | |                             |                       |                   |
| Apia                | Aeropuerto Internacional Faleolo               | Air New Zealand Samoa Airways                                                                              |                             |                       |                   |
| Tonga               |                                                | |                             |                       |                   |
| Nukualofa           | Aeropuerto Internacional Fua'amotu             | Air New Zealand                                                                                            |                             |                       |                   |
| Vanuatu             |                                                | |                             |                       |                   |
| Port Vila           | Aeropuerto Internacional Bauerfield            | Air Vanuatu                                                                                                |                             |                       |                   |

## Estadísticas
Ver fuente y consulta Wikidata.